# Турбина (фильм)
«Турбина» (чеш. Turbina) — чёрно-белый чехословацкий художественный фильм, снятый в 1941 году режиссёром Отакаром Ваврой.
Экранизация одноимённого романа Карела Матея Чапека-Хода 1916 года.
Премьера фильма состоялась 17 октября 1941 года.

## Сюжет
Фильм о крахе надежд буржуазного семейства. Действие фильма разворачивается в XIX веке, когда семья австро-венгерского имперского совета Уллика переживает трансформацию от традиционных социальных ценностей к новым, которые они не понимают, но с которыми им приходится смириться.
Символ краха - новая турбина, на которую Уллик возлагает последнюю надежду на спасение своего неудачного бизнеса. Старшая дочь Тында - талантливая оперная певица, которая, однако, не может противостоять ударам судьбы и сберечь свою бурную любовь к Вацлаву, сыну ночного сторожа Незмара. Несмотря на запрет отца, её младшая сестра, Мария, завоёвывает сердце и руку астронома Арноста Зупльны и уезжает из дома. Богатый американец чешского происхождения Мор обещает Уллику финансовое участие в его компании, но в основном его интересует Тында.

## В ролях
- Франтишек Смолик  — имперский советник Уллик
- Лида Баарова — Тында, дочь Уллика, певица
- Власта Матулова — Мария, дочь Уллика, врач
- Рудольф Грушинский — Богумил (Боня), сын Уллика
- Меда Валентова — тётя  Рези
- Эдуард Когоут — Артур Фабиан, зять Уллика
- Мария Глазрова —   Жофка Печуликова, любовница Фабиана
- Ярослав Войта — Незмара, ночной сторож
- Витезслав Вейражка — Вацлав, сын Незмара
- Карел Хёгер — доктор Арност Зупльна, сотрудник обсерватории
- Йиндржих Плахта — Юпльна, отец Арноста
- Владимир Майер —	Джон Мор, чешско-американский бизнесмен
- Мария Брожова — учитель пения
- Карел Достал — доктор Кёниг, музыкальный критик из Берлина
- Божена Свободова — учитель пения
- Войта Новак — прокурор
- Фра́нтишек Фи́липовский — эпизод
- Карел Немец — швейцар в театре

## Съёмочная группа
- Сценарист: Отакар Вавра
- Режиссёр: Отакар Вавра
- Оператор: Вацлав Хануш
- Композитор: Иржи Срнка
- Монтаж: Антонин Зеленка
- Костюмы: Фернанд Вачка
- Сценография:Карел Петр Адам